# Церковь Николая Чудотворца (Никольское-Гагарино)
Церковь Николая Чудотворца (Никольская церковь) при усадьбе Никольское-Гагарино — православный храм Рузского благочиния Московской епархии, расположенный в деревне Никольское Рузского района Московской области.
Первая известная церковь в селе (деревянная, святителя Николая) была  построена в 1660 году владельцем, боярином Борисом Ивановичем Троекуровым. В 1711 году Настасьей Васильевной Троекуровой было подано прошение  о построении новой церкви во имя святителя Николая с приделами во имя мучеников Мины и Иоанна Воина вместо обветшавшей старой, судьба которого неясна.
Ныне существующая каменная церковь, на месте деревянной, того же посвящения, была построена в 1783 году новым владельцем села, князем  Сергеем Сергеевичем Гагариным. Храм, с отдельно стоящей колокольней (высотой 40 метров) и иконостас для храма созданы по проекту архитектора Ивана Старова, строителя усадьбы Никольское-Гагарино. В 1874 году к храму пристроена усыпальница Гагариных. Никольская церковь — образец раннего русского классицизма, образует единый ансамбль с усадьбой.
Церковь была закрыта в 1938 году, в 1941 году взорвана колокольня, возвращена верующим в тяжёлом состоянии в 1999 году, тогда же возобновились богослужения. На 2013 год церковь полностью отремонтирована, на средства прихожан воссоздана колокольня.